# Márton Fülöp
Márton Fülöp (ur. 3 maja 1983 w Budapeszcie, zm. 12 listopada 2015) – węgierski piłkarz, grający na pozycji bramkarza.

## Kariera klubowa
Fülöp urodził się w Budapeszcie i jest wychowankiem miejscowego MTK, w której kadrze znajdował się w sezonie 2001/2002, nie rozegrał wtedy jednakże ani jednego meczu ligowego. W latach 2002–2004 grał na wypożyczeniu w słabszych od MTK klubach węgierskich: drugoligowym BKV Előre SC oraz pierwszoligowym BFC Siófok. W roku 2004 zainteresował się nim Tottenham Hotspur, i po udanym przejściu testów w tym zespole Fülöp trafił do niego. W klubie tym nie grał jednak w podstawowym składzie, i został wypożyczony na miesiąc do grającego w League One Chesterfield F.C., przy czym wkrótce potem okres wypożyczenia został przedłużony do końca sezonu. Zagrał w tym klubie w siedmiu meczach, zanim nie został z powrotem ściągnięty do Tottenhamu - miał być zmiennikiem dla Radka Černego, albowiem kontuzjowany został Paul Robinson. Dla pierwszego zespołu Tottenhamu nie zagrał w sezonie 2004/2005 ani jednego meczu, natomiast 16 razy zasiadł na ławce rezerwowych, a 9 razy zagrał w meczach rezerw. W październiku 2005 roku został wypożyczony na trzy miesiące do Coventry City. Wypożyczenie zostało przedłużone na cały sezon, a Fülöp był podstawowym graczem Coventry City.
Na początku 2006 roku Fülöp oświadczył, że nie zamierza pozostać w Tottenhamie (władze klubu przyznały, że trudno byłoby mu pokonać Paula Robinsona) i wyraził chęć wstąpienia do Coventry City na stałe, jednakże w listopadzie 2006 roku został na miesiąc wypożyczony do Sunderland A.F.C.
W Sunderlandzie Fülöp zadebiutował 9 grudnia 2006 roku, kiedy to Sunderland wygrał 2:1 z Luton. W grudniu Fülöp wyraził chęć dołączenia do Sunderlandu na stałe. Tak też się stało - Sunderland przeprowadził transfer definitywny Węgra, płacąc Tottenhamowi pół miliona funtów oraz oddając im Bena Alnwicka.
16 sierpnia 2007 roku został na rok wypożyczony do Leicester City. W oficjalnym meczu tego klubu zadebiutował dwa dni później, kiedy to Leicester zremisował z Crystal Palace 2:2. 1 września rozegrał wspaniałe spotkanie z Plymouth Argyle, dzięki czemu jego klub bezbramkowo zremisował to spotkanie. 26 września spisał się równie dobrze w meczu Carling Cup z Aston Villa, który to mecz wygrał klub Leicester City. Dwukrotnie znajdował się w "jedenastce tygodnia", 1 i 22 października. Bardzo dobry mecz zaliczył również z Chelsea F.C., jednakże jego klub przegrał 3:4.
21 grudnia Fülöp powiedział Sky Sports, że był zainteresowany stałą ofertą z Leicester. 29 grudnia klub ten złożył ofertę Sunderlandowi za Fülöpa oraz Grahama Kavanagha. Sunderland tę ofertę jednak odrzucił, i dlatego ostatnim meczem, jaki węgierski bramkarz zagrał dla Leicester City, było zremisowane 29 grudnia 2007 roku 1:1 spotkanie z Charlton Athletic.
31 grudnia powrócił do Sunderland A.F.C.. 4 stycznia 2008 roku menedżer Leicester City, Ian Holloway, oskarżył menedżera Sunderlandu Roya Keane'a o chciwość, gdyż Leicester oferował Sunderlandowi za Fülöpa milion funtów, a Keane zażądał trzech milionów, na co z kolei nie przystał Holloway. Węgier powiedział 25 stycznia, że jest niezadowolony z powodu decyzji Keane'a i że chciałby zostać w Leicester.
22 lutego Fülöp został wypożyczony do Stoke City, ale do Sunderlandu wrócił już 4 dni później, by z powodu kontuzji Darrena Warda zostać zmiennikiem Craiga Gordona. W czerwcu Stoke złożył za Fülöpa ofertę 1,7 miliona funtów, którą to ofertę Sunderland odrzucił. Kluby ostatecznie uzgodniły, że Fülöp przejdzie do Stoke za trzy miliony funtów, ale w ostatniej chwili Stoke zrezygnował, gdyż pozyskał z wolnego transferu Thomasa Sørensena. Z powodu kontuzji Craiga Gordona węgierski bramkarz został podstawowym zawodnikiem Sunderlandu.
5 sierpnia 2010 podpisał dwuletni kontrakt z Ipswich Town. Kwoty transferu nie ujawniono.
W lipcu 2011 przeszedł na zasadzie wolnego transferu do West Bromwich Albion.
Po jednym sezonie został zawodnikiem greckiego klubu Asteras Tripolis.
| Sezon         | Klub                   | Liga                | Mecze | Gole |
| ------------- | ---------------------- | ------------------- | ----- | ---- |
| 2001/2002     | MTK Hungária Budapeszt | NB I                | 0     | 0    |
| 2002/2003     | BKV Előre SC           | NB II               | 16    | 0    |
| 2003/2004     | BFC Siófok             | NB I                | 27    | 0    |
| 2004/2005 (j) | Tottenham Hotspur      | Premier League      | 0     | 0    |
| 2004/2005 (w) | Chesterfield F.C.      | League One          | 7     | 0    |
| 2005/2006     | Coventry City          | League Championship | 31    | 0    |
| 2006/2007     | Sunderland A.F.C.      | League Championship | 6     | 0    |
| 2007/2008 (j) | Leicester City         | League Championship | 24    | 0    |
| 2007/2008 (w) | Stoke City             | League Championship | 0     | 0    |
| 2007/2008 (w) | Sunderland A.F.C.      | League Championship | 0     | 0    |
| 2008/2009     | Sunderland A.F.C.      | Premier League      | 26    | 0    |
| 2009/2010     | Sunderland A.F.C.      | Premier League      | 14    | 0    |
| 2009/2010 (w) | Manchester City        | Premier League      | 3     | 0    |

## Kariera reprezentacyjna
Po podpisaniu kontraktu z Tottenhamem, Fülöp zadebiutował w reprezentacji A w meczu z Francją, gdy to wszedł na drugą połowę. Chociaż nie wpuścił żadnego gola, Węgry przegrały 1:2.
Fülöp nie grał następnie w reprezentacji przez 2 lata, do września 2007 roku. Wtedy to rozegrał mecze przeciwko Bośni i Hercegowinie oraz Turcji podczas eliminacji do Mistrzostw Europy 2008. Następnie dwukrotnie zaliczył czyste konto (z Maltą i Polską), ale wpuścił trzy gole w meczu z Mołdawią i dwa z Grecją. Węgrzy w swojej grupie eliminacyjnej zajęli przedostatnie miejsce, z 12 punktami.
| Lp. | Data                 | Rywal                    | Typ  | Wynik | Grał    |
| --- | -------------------- | ------------------------ | ---- | ----- | ------- |
| 1.  | 31 maja 2005         | Francja (w)              | tow. | 1:2   | 46 - 90 |
| 2.  | 16 sierpnia 2006     | Austria (w)              | tow. | 2:1   | 46 - 90 |
| 3.  | 7 lutego 2007        | Łotwa (n)                | tow. | 2:0   | 1 - 90  |
| 4.  | 24 marca 2007        | Czarnogóra (w)           | tow. | 1:2   | 46 - 90 |
| 5.  | 22 sierpnia 2007     | Włochy (d)               | tow. | 3:1   | 1 - 90  |
| 6.  | 8 września 2007      | Bośnia i Hercegowina (d) | eME  | 1:0   | 1 - 90  |
| 7.  | 12 września 2007     | Turcja (w)               | eME  | 0:3   | 1 - 72  |
| 8.  | 13 października 2007 | Malta (d)                | eME  | 2:0   | 1 - 90  |
| 9.  | 17 października 2007 | Polska (w)               | tow. | 1:0   | 1 - 90  |
| 10. | 17 listopada 2007    | Mołdawia (w)             | eME  | 3:0   | 1 - 90  |
| 11. | 21 listopada 2007    | Grecja (d)               | eME  | 1:2   | 1 - 90  |
| 12. | 6 lutego 2008        | Słowacja (n)             | tow. | 1:1   | 1 - 90  |
| 13. | 26 marca 2008        | Słowenia (d)             | tow. | 0:1   | 1 - 90  |
| 14. | 24 maja 2008         | Grecja (d)               | tow. | 3:2   | 1 - 90  |
| 15. | 31 maja 2008         | Chorwacja (d)            | tow. | 1:1   | 1 - 90  |
| 16. | 11 października 2008 | Albania (d)              | eMŚ  | 2:0   | 1 - 90  |
| 17. | 15 października 2008 | Malta (w)                | eMŚ  | 1:0   | 1 - 90  |
| 18. | 11 lutego 2009       | Izrael (w)               | tow. | 0:1   | 1 - 90  |
| 19. | 1 kwietnia 2009      | Malta (d)                | eMŚ  | 3:0   | 1 - 90  |
| 20. | 14 listopada 2009    | Belgia (w)               | tow. | 0:3   | 46 - 90 |
| 21. | 5 czerwca 2010       | Holandia (w)             | tow. | 1:6   | 1 - 90  |
| 22. | 17 listopada 2010    | Litwa (d)                | tow. | 2:0   | 1 - 90  |

## Choroba i śmierć
W czerwcu 2013 roku u piłkarza zdiagnozowano chorobę nowotworową. Natychmiast podjął leczenie chemioterapią.
Márton Fülöp zmarł nad ranem 12 listopada 2015 roku.

## Sukcesy
- 2006/2007 Football League Championship (Sunderland A.F.C.)